# Plateau d'Asagiri
Le plateau d'Asagiri (朝霧高原, Asagiri kōgen) est situé à la base sud-ouest du mont Fuji à Fujinomiya dans la préfecture de Shizuoka au Japon. Le plateau d'Asagiri est abondamment utilisé pour ses terres de pâturage et de nombreuses fermes laitières se trouvent à proximité. L'altitude du plateau se situe généralement entre 800 m et 900 m.
L'Asagiri kōgen est également l'un des sites de parapente les plus spectaculaires au Japon. Avec en toile de fond le Fuji-san, l'endroit est extrêmement populaire auprès des pilotes japonais et étrangers.

## Climat
Le climat d'été est considéré frais et confortable, même si le temps change souvent. Le brouillard peut couvrir rapidement le plateau ce qui a donné lieu à son nom qui signifie « matin brumeux ». Le climat en hiver peut être très froid.